# 박은영 (아나운서)
박은영(朴恩英, 1982년 7월 15일 ~ )은 대한민국의 방송인, 아나운서이다.

## 학력
- 서울천호초등학교 (졸업)
- 선화예술중학교 무용과 (졸업)
- 국립국악고등학교 무용과 (졸업)
- 이화여자대학교 무용과 (학사)
- 이화여자대학교 대학원 미술사학과 (인문과학 석사)

## 경력
- 리틀엔젤스 예술단 단원
- 2007년 10월 ~ 2020년 2월 2일 KBS 아나운서실 33기 공채 아나운서
- 2011년 10월 대한적십자사 홍보대사

## TV 방송

### KBS 아나운서 공채 33기 시절
| 연도        | 방송사 | 제목                   | 담당                              | 진행기간                            | 비고                                                             |
| ----------- | ------ | ---------------------- | --------------------------------- | ----------------------------------- | ---------------------------------------------------------------- |
| 2008        | KBS2   | KBS 일요뉴스타임       | 패널                              |                                     |                                                                  |
| 2008        | KBS2   | KBS 아침뉴스타임       | 패널                              | 10월 13일(이후)                     | [테마뉴스]                                                       |
| 2017        | KBS2   | KBS 아침뉴스타임       | 진행                              | 5월 22일 ~ 9월 1일                  | [ 1 ]                                                            |
| 2008 ~ 2009 | KBS1   | KBS 주말 낮 12시 뉴스  | 진행                              |                                     |                                                                  |
| 2008 ~ 2009 | KBS1   | 도전! 골든벨           | 진행                              | 2008년 12월 14일 ~ 2009년 11월 29일 | 454회 제주 제주시 영주고 ~ 503회(재도전) 서울 강동구 광문고      |
| 2009        | KBS2   | 스타! 골든벨(舊,시즌 1 | 참가자                            | 2009년 10월 3일                     | 255회<추석특집 - KBS 아나운서 총 출동!> 246회 <'스' 라인> 도전석 |
| 2009        | KBS1   | 전국노래자랑           | 특별진행                          | 2009년 6월 28일                     | 2009 상반기결선                                                  |
| 2011        | KBS1   | 전국노래자랑           | 특별진행                          | 2011년 12월 25일                    | 2011 연말결선                                                    |
| 2009        | KBS2   | 뮤직뱅크               | 진행                              | 1월 16일 ~ 7월 31일                 |                                                                  |
| 2009        | KBS1   | 토요일 가족이 부른다   | 진행                              | 4월 25일 ~ 10월 17일                |                                                                  |
| 2009        | KBS2   | 무한지대 큐            | 진행                              | 8월 3일 ~ 10월 15일                 |                                                                  |
| 2009 ~ 2010 | KBS2   | 생방송 오늘            | 진행                              | 2009년 10월 19일 ~ 2010년 12월 31일 |                                                                  |
| 2010        | KBS2   | 다큐멘터리 3일         | 출연                              | 2010년 9월 5일                      | 164회《세상을 여는 목소리 - KBS 아나운서 3일》                   |
| 2010        | KBS2   | 토요 스포츠 쇼         | 진행                              |                                     |                                                                  |
| 2010        | KBS2   | 2010년 KBS 가요대축제  | 특별진행                          |                                     |                                                                  |
| 2010년      | KBS2   | 영화가 좋다            | 임시진행                          | 7월 10일                            | (187회) 임시진행                                                 |
| 2010 ~ 2012 | KBS2   | 최강 합체 믹스마스터   | 안내자 및 방송순서 고지 편성 안내 | 방송시간 예고                       |                                                                  |
| 2011 ~ 2013 | KBS1   | TV 미술관              | 진행                              |                                     |                                                                  |
| 2011 ~ 2013 | KBS2   | 위기탈출 넘버원        | 진행                              | 2011년 1월 24일 ~ 2013년 4월 8일    |                                                                  |
| 2011 ~ 2014 | KBS2   | 연예가중계             | 진행                              | 2011년 6월 4일 ~ 2014년 12월 20일   |                                                                  |
| 2019        | KBS2   | 연예가중계             | 출연                              | 2019년 8월 2일,1772회               | 9월의 신부 박은영 아나운서, 결혼 전 단독 인터뷰                  |
| 2011        | KBS1   | 토요일 가족이 부른다   | 출연                              | 10월 8일                            | 엄지인,박지현 아나운서와 함께 출연                               |
| 2012        | KBS2   | 스타 인생극장          | 출연                              |                                     |                                                                  |
| 2012 ~ 2013 | KBS2   | 내 생애 마지막 오디션  | 진행                              |                                     |                                                                  |
| 2013 ~ 2015 | KBS2   | 비타민                 | 진행                              |                                     |                                                                  |
| 2015        | KBS2   | 시간을 달리는 TV       | 진행                              | 2015년 7월 9일 ~ 10월 2일           |                                                                  |
| 2016        | KBS1   | 튼튼 생활체조          |                                   |                                     |                                                                  |
| 2016 ~ 2017 | KBS2   | KBS 6시 뉴스타임       | 진행                              | 2016년 7월 25일 ~ 2017년 3월 30일   |                                                                  |
| 2016 ~ 2017 | KBS1   | 대식가들               | 진행                              |                                     |                                                                  |
| 2017        | KBS2   | 비바! K리그            | 진행                              |                                     |                                                                  |
| 2017 ~ 2018 | KBS2   | 속보이는TV 人사이드    | 진행                              |                                     |                                                                  |
| 2019        | KBS1   | KBS 뉴스 7             | 임시진행                          | 1월 28일 ~ 2월 1일                  | [ 4 ]                                                            |

### 프리랜서 방송인 시절
| 연도   | 방송사     | 제목                             | 담당 | 진행기간 | 비고 |
| ------ | ---------- | -------------------------------- | ---- | -------- | ---- |
| 2020 ~ | 국악방송TV | 일상에 문화를 더하다 [문화n공감] | 진행 |          |      |
| 2020 ~ | JTBC       | 닥터홈즈                         | 진행 |          |      |
| 2021   | MBC        | 황금어장 라디오스타              | 출연 |          |      |

## 라디오 방송
| 연도        | 방송사     | 제목                     | 담당 | 비고 |
| ----------- | ---------- | ------------------------ | ---- | ---- |
| 2013 ~ 2016 | KBS 해피FM | 당신의 아침 박은영입니다 | 진행 |      |
| 2018 ~ 2020 | KBS 쿨FM   | 박은영의 FM대행진        | 진행 |      |

## 수상
- 2011년 KBS 연예대상 쇼오락 MC부문 여자 신인상
- 2013년 제12회 KBS 연예대상 쇼오락부문 여자 우수상

## 가족 관계
- 부모 : 부모님
- 동생 : 박은아 (여동생)
- 남편 : 김형우 (1985년 ~ )
- 아들 : 김범준 (2021년 2월 3일 ~ )